# خابيس (مقاطعة فيروزآباد)
خابيس (بالفارسية: خبیص) هي منطقة سكنية تقع في فارس في إيران. يقدر عدد سكانها بـ 230 نسمة .